# Zilveren Medaille voor 15 Dienstjaren van Officieren en Soldaten
De Zilveren Medaille voor 15 Dienstjaren van Officieren en Soldaten (Duits: Dienstauszeichnung für 15 Dienstjahre der Offiziere und Soldaten) van het koninkrijk Saksen was een Dienstonderscheiding die van 1832 tot 1873 bij jubilea werd uitgereikt. 
De medaille werd op 24 december 1831 door koning Anton van Saksen en zijn mede-regent Friedrich August II van Saksen ingesteld ter vervanging van de gekleurde chevrons die eerder als "Tuchfarben" op de uniformen werden gedragen. 
De ronde zilveren medaille draagt aan de voorzijde het gekroonde monogram "AFA" voor koning Anton van Saksen niet binnen, maar op lauweren. Op de keerzijde staat de opdracht "FÜR LANGE UND GUTE DIENSTE". De medaille werd met een gesoldeerd koperkleurig oog en dito ring aan een lint op de linkerborst gedragen.  